# Fófi Yennimatá
Fófi Yennimatá (Atenas, 17 de novembro de 1964 – Atenas, 25 de outubro de 2021), em grego Φώφη Γεννηματά, foi uma política grega, presidente do Movimento Socialista Pan-helénico (PASOK) de 2015 até sua morte. Serviu como membro do Parlamento Helénico por quatro mandatos: de 2000 a 2002, 2012, de 2015 a 2019 e de 2019 a 2021.

## Morte
Yennimatá morreu em 25 de outubro de 2021, aos 56 anos de idade, em um hospital em Atenas devido a um câncer descoberto no início de outubro. Seu corpo foi velado na Catedral Metropolitana de Atenas, contando com a presença da Presidente da Grécia, Katerina Sakellaropoulou e o Primeiro-ministro Kyriakos Mitsotakis.
Em sua homenagem, Mitsotakis, anunciou que irá batizar um programa de prevenção de câncer no país com o nome de Yennimatá.